# Coupe de la Ligue anglaise de football 2019-2020
Navigation
Édition précédente Édition suivante
La Coupe de la Ligue anglaise 2019-2020 est la 59e édition de la compétition. Le vainqueur est automatiquement qualifié pour la Ligue Europa 2020-2021.
Le premier tour commence le 6 août 2019 et la finale se dispute le 1er mars 2020, à Wembley. La dernière édition a vu Manchester City remporter son 6e titre contre Chelsea. En finale contre Aston Villa, le club mancunien conserve le trophée, l'emportant sur le score de 2-1.

## Clubs participants
En tout, 92 clubs (Premier League, Championship, League One et League Two) participent à cette édition.

### Distribution
La coupe est organisée de telle façon qu'il ne reste que 32 clubs au 3e tour. 70 des 72 clubs de l'English Football League (niveaux 2 à 4) entrent en lice au 1er tour. Au 2e tour, les 13 clubs de Premier League non engagés dans des compétitions européennes, ainsi que les 18e et 19e de Premier League 2018-2019 entrent en lice. Au 3e tour, les clubs de Premier League européens font leurs débuts dans la compétition.

## Résultats

### Premier tour
| 6 août 2019 | Portsmouth FC (3)            | 3 - 0   | Birmingham City (2) |                                                                    |                                                                    |
| 20h45       | Harrison 30e 54e · Close 39e | (2 - 0) |                     | Fratton Park, Portsmouth Spectateurs : 9 913 Arbitrage : Neil Hair | Fratton Park, Portsmouth Spectateurs : 9 913 Arbitrage : Neil Hair |
| 20h45       | Rapport                      |         |                     | Fratton Park, Portsmouth Spectateurs : 9 913 Arbitrage : Neil Hair | Fratton Park, Portsmouth Spectateurs : 9 913 Arbitrage : Neil Hair |

| 13 août 2019 | AFC Wimbledon (3)                    | 2 - 2 2 - 4 t. a. b. | MK Dons (3)                                    |                                                                  |                                                                  |
| 20h45        | Wagstaff 8e · O'Neil 90+4e           | (1 - 1)              | 16e McGrandles · 50e Kasumu                    | Kingsmeadow, Londres Spectateurs : 2 191 Arbitrage : Craig Hicks | Kingsmeadow, Londres Spectateurs : 2 191 Arbitrage : Craig Hicks |
| 20h45        | Rapport                              |                      |                                                | Kingsmeadow, Londres Spectateurs : 2 191 Arbitrage : Craig Hicks | Kingsmeadow, Londres Spectateurs : 2 191 Arbitrage : Craig Hicks |
| 20h45        | O'Neill · Reilly · Hartigan · Pigott | Tirs au but 2 - 4    | Poole · Martin · Cargill · McGrandles · Gilbey | Kingsmeadow, Londres Spectateurs : 2 191 Arbitrage : Craig Hicks | Kingsmeadow, Londres Spectateurs : 2 191 Arbitrage : Craig Hicks |

|       | Accrington Stanley (3) | 1 - 3   | Sunderland AFC (3)                     |                                                                          |                                                                          |
| 20h45 | Bishop 61e (pen.)      | (0 - 1) | 17e McNulty · 79e McGeady · 90+4e Wyke | Wham Stadium, Accrington Spectateurs : 2 343 Arbitrage : Darren Drysdale | Wham Stadium, Accrington Spectateurs : 2 343 Arbitrage : Darren Drysdale |
| 20h45 | Rapport                |         |                                        | Wham Stadium, Accrington Spectateurs : 2 343 Arbitrage : Darren Drysdale | Wham Stadium, Accrington Spectateurs : 2 343 Arbitrage : Darren Drysdale |

|       | Barnsley FC (2) | 0 - 3   | Carlisle United (4)                          |                                                                     |                                                                     |
| 20h45 |                 | (0 - 1) | 24e McKirdy · 58e (pen.) Bridge · 64e Thomas | Oakwell Stadium, Barnsley Spectateurs : 5 208 Arbitrage : Ben Toner | Oakwell Stadium, Barnsley Spectateurs : 5 208 Arbitrage : Ben Toner |
| 20h45 | Rapport         |         |                                              | Oakwell Stadium, Barnsley Spectateurs : 5 208 Arbitrage : Ben Toner | Oakwell Stadium, Barnsley Spectateurs : 5 208 Arbitrage : Ben Toner |

|       | Blackburn Rovers (2)                      | 3 - 2   | Oldham Athletic AFC (4)      |                                                                 |                                                                 |
| 20h45 | Dack 70e · Downing 90+2e · Rothwell 90+5e | (0 - 1) | 14e Nepomuceno · 80e Maouche | Ewood Park, Blackburn Spectateurs : 5 215 Arbitrage : Tom Nield | Ewood Park, Blackburn Spectateurs : 5 215 Arbitrage : Tom Nield |
| 20h45 | Rapport                                   |         |                              | Ewood Park, Blackburn Spectateurs : 5 215 Arbitrage : Tom Nield | Ewood Park, Blackburn Spectateurs : 5 215 Arbitrage : Tom Nield |

|       | Blackpool FC (3)                           | 2 - 2 2 - 4 t. a. b. | Macclesfield Town (4)                           |                                                                       |                                                                       |
| 20h45 | Turton 31e · Gnanduillet 90e (pen.)        | (1 - 1)              | 39e (csc) Bushiri · 65e Gomis                   | Bloomfield Road, Blackpool Spectateurs : 3 715 Arbitrage : Martin Coy | Bloomfield Road, Blackpool Spectateurs : 3 715 Arbitrage : Martin Coy |
| 20h45 | Rapport                                    |                      |                                                 | Bloomfield Road, Blackpool Spectateurs : 3 715 Arbitrage : Martin Coy | Bloomfield Road, Blackpool Spectateurs : 3 715 Arbitrage : Martin Coy |
| 20h45 | Pritchard · Kaikai · Delfouneso · Thompson | Tirs au but 2 - 4    | Horsfall · Archibald · Osadebe · Clarke · Evans | Bloomfield Road, Blackpool Spectateurs : 3 715 Arbitrage : Martin Coy | Bloomfield Road, Blackpool Spectateurs : 3 715 Arbitrage : Martin Coy |

|       | Bradford City AFC (4) | 0 - 4   | Preston North End (2)                       |                                                                      |                                                                      |
| 20h45 |                       | (0 - 2) | 13e Green · 19e 53e Barkhuizen · 71e Harrop | Valley Parade, Bradford Spectateurs : 3 456 Arbitrage : Matt Donohue | Valley Parade, Bradford Spectateurs : 3 456 Arbitrage : Matt Donohue |
| 20h45 | Rapport               |         |                                             | Valley Parade, Bradford Spectateurs : 3 456 Arbitrage : Matt Donohue | Valley Parade, Bradford Spectateurs : 3 456 Arbitrage : Matt Donohue |

|       | Brentford FC (2)                                      | 1 - 1 4 - 5 t. a. b. | Cambridge United (4)                              |                                                                    |                                                                    |
| 20h45 | Forss 39e                                             | (0 - 1)              | 3e Richards                                       | Griffin Park, Brentford Spectateurs : 5 215 Arbitrage : Lee Swabey | Griffin Park, Brentford Spectateurs : 5 215 Arbitrage : Lee Swabey |
| 20h45 | Rapport                                               |                      |                                                   | Griffin Park, Brentford Spectateurs : 5 215 Arbitrage : Lee Swabey | Griffin Park, Brentford Spectateurs : 5 215 Arbitrage : Lee Swabey |
| 20h45 | Jensen · Marcondes · Mbeumo · Watkins · Forss · Racic | Tirs au but 4 - 5    | Hannant · Lewis · Dunk · Lambe · Darling · Knibbs | Griffin Park, Brentford Spectateurs : 5 215 Arbitrage : Lee Swabey | Griffin Park, Brentford Spectateurs : 5 215 Arbitrage : Lee Swabey |

|       | Bristol Rovers (3)                | 3 - 0   | Cheltenham Town (4) |                                                                            |                                                                            |
| 20h45 | Smith 38e 49e · Clarke-Harris 67e | (1 - 0) |                     | Memorial Stadium, Bristol Spectateurs : 2 909 Arbitrage : Graham Salisbury | Memorial Stadium, Bristol Spectateurs : 2 909 Arbitrage : Graham Salisbury |
| 20h45 | Rapport                           |         |                     | Memorial Stadium, Bristol Spectateurs : 2 909 Arbitrage : Graham Salisbury | Memorial Stadium, Bristol Spectateurs : 2 909 Arbitrage : Graham Salisbury |

|       | Charlton Athletic (2)            | 0 - 0 3 - 5 t. a. b. | Forest Green Rovers (4)                       |                                                                |                                                                |
| 20h45 |                                  |                      |                                               | The Valley, Londres Spectateurs : 2 693 Arbitrage : Josh Busby | The Valley, Londres Spectateurs : 2 693 Arbitrage : Josh Busby |
| 20h45 | Rapport                          |                      |                                               | The Valley, Londres Spectateurs : 2 693 Arbitrage : Josh Busby | The Valley, Londres Spectateurs : 2 693 Arbitrage : Josh Busby |
| 20h45 | Bonne · Sarr · Morgan · Oshilaja | Tirs au but 3 - 5    | J. Mills · Grubb · Adams · Morton · McCoulsky | The Valley, Londres Spectateurs : 2 693 Arbitrage : Josh Busby | The Valley, Londres Spectateurs : 2 693 Arbitrage : Josh Busby |

|       | Colchester United (4)                     | 3 - 0   | Swindon Town (4) |                                                                                           |                                                                                           |
| 20h45 | Eastman 77e · Senior 90+2e · Comley 90+7e | (0 - 0) |                  | JobServe Community Stadium, Colchester Spectateurs : 1 595 Arbitrage : Charles Breakspear | JobServe Community Stadium, Colchester Spectateurs : 1 595 Arbitrage : Charles Breakspear |
| 20h45 | Rapport                                   |         |                  | JobServe Community Stadium, Colchester Spectateurs : 1 595 Arbitrage : Charles Breakspear | JobServe Community Stadium, Colchester Spectateurs : 1 595 Arbitrage : Charles Breakspear |

|       | Coventry City (3)                                   | 4 - 1   | Exeter City (4) |                                                                    |                                                                    |
| 20h45 | Hiwula-Mayifuila 2e 28e · Godden 23e · Bakayoko 88e | (3 - 0) | 81e Sweeney     | Ricoh Arena, Coventry Spectateurs : 1 155 Arbitrage : Scott Oldham | Ricoh Arena, Coventry Spectateurs : 1 155 Arbitrage : Scott Oldham |
| 20h45 | Rapport                                             |         |                 | Ricoh Arena, Coventry Spectateurs : 1 155 Arbitrage : Scott Oldham | Ricoh Arena, Coventry Spectateurs : 1 155 Arbitrage : Scott Oldham |

|       | Gillingham FC (3)                            | 2 - 2 1 - 4 t. a. b. | Newport County (4)                     |                                                           |                                                           |
| 20h45 | Hanlan 26e (pen.) · Mikael Ndjoli 90e (pen.) | (1 - 0)              | 84e Abrahams · 90+4e (pen.) Amond      | Priestfield Stadium, Gillingham Arbitrage : Trevor Kettle | Priestfield Stadium, Gillingham Arbitrage : Trevor Kettle |
| 20h45 | Rapport                                      |                      |                                        | Priestfield Stadium, Gillingham Arbitrage : Trevor Kettle | Priestfield Stadium, Gillingham Arbitrage : Trevor Kettle |
| 20h45 | Jones · Mandron · Marshall                   | Tirs au but 1 - 4    | Sheehan · Amond · Demetriou · Abrahams | Priestfield Stadium, Gillingham Arbitrage : Trevor Kettle | Priestfield Stadium, Gillingham Arbitrage : Trevor Kettle |

|       | Grimsby Town (4) | 1 - 0   | Doncaster Rovers (3) |                                                                    |                                                                    |
| 20h45 | Cook 40e         | (1 - 0) |                      | Blundell Park, Grimsby Spectateurs : 2 470 Arbitrage : John Brooks | Blundell Park, Grimsby Spectateurs : 2 470 Arbitrage : John Brooks |
| 20h45 | Rapport          |         |                      | Blundell Park, Grimsby Spectateurs : 2 470 Arbitrage : John Brooks | Blundell Park, Grimsby Spectateurs : 2 470 Arbitrage : John Brooks |

|       | Huddersfield Town (2) | 0 - 1   | Lincoln City (3)  |                                                                                 |                                                                                 |
| 20h45 |                       | (0 - 0) | 55e Anderson (en) | John Smith's Stadium, Huddersfield Spectateurs : 6 908 Arbitrage : Peter Wright | John Smith's Stadium, Huddersfield Spectateurs : 6 908 Arbitrage : Peter Wright |
| 20h45 | Rapport               |         |                   | John Smith's Stadium, Huddersfield Spectateurs : 6 908 Arbitrage : Peter Wright | John Smith's Stadium, Huddersfield Spectateurs : 6 908 Arbitrage : Peter Wright |

|       | Luton Town (2)                   | 3 - 1   | Ipswich Town (3) |                                                                       |                                                                       |
| 20h45 | Jones 8e · Lee 17e · Shinnie 55e | (2 - 0) | 74e Dobra        | Kenilworth Road, Luton Spectateurs : 5 435 Arbitrage : Brett Huxtable | Kenilworth Road, Luton Spectateurs : 5 435 Arbitrage : Brett Huxtable |
| 20h45 | Rapport                          |         |                  | Kenilworth Road, Luton Spectateurs : 5 435 Arbitrage : Brett Huxtable | Kenilworth Road, Luton Spectateurs : 5 435 Arbitrage : Brett Huxtable |

|       | Mansfield Town (4)                                                            | 2 - 2 5 - 6 t. a. b. | Morecambe FC (4)                                                           |                                                                       |                                                                       |
| 20h45 | Pearce 57e · Sterling-James 68e                                               | (0 - 1)              | 18e 59e Old                                                                | One Call Stadium, Mansfield Spectateurs : 1 884 Arbitrage : Rob Lewis | One Call Stadium, Mansfield Spectateurs : 1 884 Arbitrage : Rob Lewis |
| 20h45 | Rapport                                                                       |                      |                                                                            | One Call Stadium, Mansfield Spectateurs : 1 884 Arbitrage : Rob Lewis | One Call Stadium, Mansfield Spectateurs : 1 884 Arbitrage : Rob Lewis |
| 20h45 | Khan · Sterling-James · Benning · Rose · Pearce · Tomlinson · Smith · Sweeney | Tirs au but 5 - 6    | Miller · Cranston · O'Sullivan · Lavelle · Buxton · Kenyon · Brewitt · Old | One Call Stadium, Mansfield Spectateurs : 1 884 Arbitrage : Rob Lewis | One Call Stadium, Mansfield Spectateurs : 1 884 Arbitrage : Rob Lewis |

|       | Middlesbrough FC (2)                      | 2 - 2 2 - 4 t. a. b. | Crewe Alexandra (4)                |                                                                |                                                                |
| 20h45 | Fletcher 75e · Bola 90+1e                 | (0 - 2)              | 42e Porter · 45+1e Kirk            | Riverside Stadium, Middlesbrough Arbitrage : Michael Salisbury | Riverside Stadium, Middlesbrough Arbitrage : Michael Salisbury |
| 20h45 | Rapport                                   |                      |                                    | Riverside Stadium, Middlesbrough Arbitrage : Michael Salisbury | Riverside Stadium, Middlesbrough Arbitrage : Michael Salisbury |
| 20h45 | Assombalonga · Fletcher · McNair · Browne | Tirs au but 2 - 4    | Porter · Green · Pickering · Jones | Riverside Stadium, Middlesbrough Arbitrage : Michael Salisbury | Riverside Stadium, Middlesbrough Arbitrage : Michael Salisbury |

|       | Nottingham Forest (2) | 1 - 0   | Fleetwood Town (3) |                                                                    |                                                                    |
| 20h45 | Tiago Silva 59e       | (0 - 0) |                    | City Ground, Nottingham Spectateurs : 7 432 Arbitrage : Alan Young | City Ground, Nottingham Spectateurs : 7 432 Arbitrage : Alan Young |
| 20h45 | Rapport               |         |                    | City Ground, Nottingham Spectateurs : 7 432 Arbitrage : Alan Young | City Ground, Nottingham Spectateurs : 7 432 Arbitrage : Alan Young |

|       | Oxford United (3) | 1 - 0   | Peterborough United (3) |                                                                      |                                                                      |
| 20h45 | Brannagan 88e     | (0 - 0) |                         | Kassam Stadium, Oxford Spectateurs : 2 798 Arbitrage : Olivier Yates | Kassam Stadium, Oxford Spectateurs : 2 798 Arbitrage : Olivier Yates |
| 20h45 | Rapport           |         |                         | Kassam Stadium, Oxford Spectateurs : 2 798 Arbitrage : Olivier Yates | Kassam Stadium, Oxford Spectateurs : 2 798 Arbitrage : Olivier Yates |

|       | Plymouth Argyle (4)         | 2 - 0   | Leyton Orient (4) |                                                                     |                                                                     |
| 20h45 | McFadzean 59e · Telford 62e | (0 - 0) |                   | Home Park, Plymouth Spectateurs : 5 573 Arbitrage : Anthony Coggins | Home Park, Plymouth Spectateurs : 5 573 Arbitrage : Anthony Coggins |
| 20h45 | Rapport                     |         |                   | Home Park, Plymouth Spectateurs : 5 573 Arbitrage : Anthony Coggins | Home Park, Plymouth Spectateurs : 5 573 Arbitrage : Anthony Coggins |

|       | Port Vale (4)     | 1 - 2   | Burton Albion (3)     |                                                                        |                                                                        |
| 20h45 | Cullen 53e (pen.) | (0 - 1) | 9e Boyce · 62e Fraser | Vale Park, Stoke-on-Trent Spectateurs : 2 252 Arbitrage : Paul Marsden | Vale Park, Stoke-on-Trent Spectateurs : 2 252 Arbitrage : Paul Marsden |
| 20h45 | Rapport           |         |                       | Vale Park, Stoke-on-Trent Spectateurs : 2 252 Arbitrage : Paul Marsden | Vale Park, Stoke-on-Trent Spectateurs : 2 252 Arbitrage : Paul Marsden |

|       | Queens Park Rangers (2)                                  | 3 - 3 5 - 4 t. a. b. | Bristol City (2)                                              |                                                                  |                                                                  |
| 20h45 | Wells 15e · Chair 26e · Manning 86e (pen.)               | (2 - 2)              | 13e Diedhiou · 41e Hunt · 59e Walsh                           | Loftus Road, Londres Spectateurs : 5 795 Arbitrage : Andy Davies | Loftus Road, Londres Spectateurs : 5 795 Arbitrage : Andy Davies |
| 20h45 | Rapport                                                  |                      |                                                               | Loftus Road, Londres Spectateurs : 5 795 Arbitrage : Andy Davies | Loftus Road, Londres Spectateurs : 5 795 Arbitrage : Andy Davies |
| 20h45 | Manning · Mlakar · Wells · Smith · Barbet · Chair · Amos | Tirs au but 5 - 4    | Diedhiou · Walsh · O'Dowda · Eliasson · Moore · Rowe · Wright | Loftus Road, Londres Spectateurs : 5 795 Arbitrage : Andy Davies | Loftus Road, Londres Spectateurs : 5 795 Arbitrage : Andy Davies |

|       | Rochdale AFC (3)                                               | 5 - 2   | Bolton Wanderers (3)    |                                                                       |                                                                       |
| 20h45 | Henderson 27e (pen.) · Pyke 64e · Camps 66e 73e · Rathbone 86e | (1 - 1) | 14e Darcy · 48e Politic | Crown Oil Arena, Rochdale Spectateurs : 3 362 Arbitrage : Andy Haines | Crown Oil Arena, Rochdale Spectateurs : 3 362 Arbitrage : Andy Haines |
| 20h45 | Rapport                                                        |         |                         | Crown Oil Arena, Rochdale Spectateurs : 3 362 Arbitrage : Andy Haines | Crown Oil Arena, Rochdale Spectateurs : 3 362 Arbitrage : Andy Haines |

|       | Salford City (4) | 0 - 3   | Leeds United (2)                      |                                                                 |                                                                 |
| 20h45 |                  | (0 - 1) | 43e Nketiah · 50e Berardi · 58e Klich | Moor Lane, Salford Spectateurs : 4 518 Arbitrage : Keith Stroud | Moor Lane, Salford Spectateurs : 4 518 Arbitrage : Keith Stroud |
| 20h45 | Rapport          |         |                                       | Moor Lane, Salford Spectateurs : 4 518 Arbitrage : Keith Stroud | Moor Lane, Salford Spectateurs : 4 518 Arbitrage : Keith Stroud |

|       | Scunthorpe United (4) | 0 - 1   | Derby County (2) |                                                                        |                                                                        |
| 20h45 |                       | (0 - 0) | 78e Buchanan     | Glanford Park, Scunthorpe Spectateurs : 3 679 Arbitrage : Robert Jones | Glanford Park, Scunthorpe Spectateurs : 3 679 Arbitrage : Robert Jones |
| 20h45 | Rapport               |         |                  | Glanford Park, Scunthorpe Spectateurs : 3 679 Arbitrage : Robert Jones | Glanford Park, Scunthorpe Spectateurs : 3 679 Arbitrage : Robert Jones |

|       | Shrewsbury Town (3) | 0 - 4   | Rotherham United (3)                           |                                                                          |                                                                          |
| 20h45 |                     | (0 - 3) | 2e Crooks · 3e Vassell · 45e Ladapo · 84e Wood | New Meadow, Shrewsbury Spectateurs : 2 813 Arbitrage : Anthony Backhouse | New Meadow, Shrewsbury Spectateurs : 2 813 Arbitrage : Anthony Backhouse |
| 20h45 | Rapport             |         |                                                | New Meadow, Shrewsbury Spectateurs : 2 813 Arbitrage : Anthony Backhouse | New Meadow, Shrewsbury Spectateurs : 2 813 Arbitrage : Anthony Backhouse |

|       | Stevenage FC (4) | 1 - 2   | Southend United (3) |                                                      |                                                      |
| 20h45 | Parret 14e       | (1 - 0) | 47e 59e Kelman      | Broadhall Way, Stevenage Arbitrage : Chris Sarginson | Broadhall Way, Stevenage Arbitrage : Chris Sarginson |
| 20h45 | Rapport          |         |                     | Broadhall Way, Stevenage Arbitrage : Chris Sarginson | Broadhall Way, Stevenage Arbitrage : Chris Sarginson |

|       | Swansea City (2)         | 3 - 1   | Northampton Town (4) |                                                                        |                                                                        |
| 20h45 | Ayew 80e 88e · Byers 83e | (0 - 0) | 61e Warbuton         | Liberty Stadium, Swansea Spectateurs : 8 058 Arbitrage : Kevin Johnson | Liberty Stadium, Swansea Spectateurs : 8 058 Arbitrage : Kevin Johnson |
| 20h45 | Rapport                  |         |                      | Liberty Stadium, Swansea Spectateurs : 8 058 Arbitrage : Kevin Johnson | Liberty Stadium, Swansea Spectateurs : 8 058 Arbitrage : Kevin Johnson |

|       | Tranmere Rovers (3) | 0 - 3   | Hull City (2)                             |                                                                          |                                                                          |
| 20h45 |                     | (0 - 3) | 1re Toral · 6e Milinkovic · 45e Tafazolli | Prenton Park, Birkenhead Spectateurs : 3 421 Arbitrage : Seb Stockbridge | Prenton Park, Birkenhead Spectateurs : 3 421 Arbitrage : Seb Stockbridge |
| 20h45 | Rapport             |         |                                           | Prenton Park, Birkenhead Spectateurs : 3 421 Arbitrage : Seb Stockbridge | Prenton Park, Birkenhead Spectateurs : 3 421 Arbitrage : Seb Stockbridge |

|       | Walsall FC (4)        | 2 - 3   | Crawley Town (4)                                      |                                                                      |                                                                      |
| 20h45 | Lavery 54e (pen.) 71e | (0 - 1) | 21e Felipe MoraislMorais · 48e Dallison · 56e Nadesan | Bescot Stadium, Walsall Spectateurs : 2 451 Arbitrage : Carl Boyeson | Bescot Stadium, Walsall Spectateurs : 2 451 Arbitrage : Carl Boyeson |
| 20h45 | Rapport               |         |                                                       | Bescot Stadium, Walsall Spectateurs : 2 451 Arbitrage : Carl Boyeson | Bescot Stadium, Walsall Spectateurs : 2 451 Arbitrage : Carl Boyeson |

|       | Wigan Athletic (2) | 0 - 1   | Stoke City (2) |                                                                   |                                                                   |
| 20h45 |                    | (0 - 1) | 10e Collins    | DW Stadium, Wigan Spectateurs : 3 821 Arbitrage : Dean Whitestone | DW Stadium, Wigan Spectateurs : 3 821 Arbitrage : Dean Whitestone |
| 20h45 | Rapport            |         |                | DW Stadium, Wigan Spectateurs : 3 821 Arbitrage : Dean Whitestone | DW Stadium, Wigan Spectateurs : 3 821 Arbitrage : Dean Whitestone |

|       | Wycombe Wanderers (3)                 | 1 - 1 2 - 4 t. a. b. | Reading FC (2)                    |                                                                         |                                                                         |
| 20h45 | Samuel 59e                            | (0 - 0)              | 63e Pușcaș                        | Adams Park, High Wycombe Spectateurs : 4 802 Arbitrage : Darren England | Adams Park, High Wycombe Spectateurs : 4 802 Arbitrage : Darren England |
| 20h45 | Rapport                               |                      |                                   | Adams Park, High Wycombe Spectateurs : 4 802 Arbitrage : Darren England | Adams Park, High Wycombe Spectateurs : 4 802 Arbitrage : Darren England |
| 20h45 | Gape · Freeman · Pattison · Onyedinma | Tirs au but 2 - 4    | Pușcaș · Baldock · Swift · Loader | Adams Park, High Wycombe Spectateurs : 4 802 Arbitrage : Darren England | Adams Park, High Wycombe Spectateurs : 4 802 Arbitrage : Darren England |

|       | West Bromwich Albion (2) | 1 - 2   | Millwall FC (2)            |                                                                          |                                                                          |
| 21h00 | Austin 9e                | (1 - 1) | 28e Bradshaw · 55e O'Brien | The Hawthorns, West Bromwich Spectateurs : 10 704 Arbitrage : Ross Joyce | The Hawthorns, West Bromwich Spectateurs : 10 704 Arbitrage : Ross Joyce |
| 21h00 | Rapport                  |         |                            | The Hawthorns, West Bromwich Spectateurs : 10 704 Arbitrage : Ross Joyce | The Hawthorns, West Bromwich Spectateurs : 10 704 Arbitrage : Ross Joyce |

|  | Sheffield Wednesday (2) | [ note 1 ] | Bury FC (3) |                         |                         |
|  |                         | (-)        |             | Hillsborough, Sheffield | Hillsborough, Sheffield |
|  | [ Rapport]              |            |             | Hillsborough, Sheffield | Hillsborough, Sheffield |

### Deuxième tour
| 27 août 2019 | Bristol Rovers (3) | 1 - 2   | Brighton & Hove Albion (1)  |                                                    |                                                    |
| 20h45        | Nichols 64e        | (0 - 0) | 55e Connolly · 90+2e Murray | Memorial Stadium, Bristol Arbitrage : Matt Donohue | Memorial Stadium, Bristol Arbitrage : Matt Donohue |
| 20h45        | Rapport            |         |                             | Memorial Stadium, Bristol Arbitrage : Matt Donohue | Memorial Stadium, Bristol Arbitrage : Matt Donohue |

|       | Burton Albion (3)                 | 4 - 0   | Morecambe FC (4) |                                                                                    |                                                                                    |
| 20h45 | Boyce 34e 45+2e 74e · Edwards 51e | (2 - 0) |                  | Pirelli Stadium, Burton upon Trent Spectateurs : 1 500 Arbitrage : Seb Stockbridge | Pirelli Stadium, Burton upon Trent Spectateurs : 1 500 Arbitrage : Seb Stockbridge |
| 20h45 | Rapport                           |         |                  | Pirelli Stadium, Burton upon Trent Spectateurs : 1 500 Arbitrage : Seb Stockbridge | Pirelli Stadium, Burton upon Trent Spectateurs : 1 500 Arbitrage : Seb Stockbridge |

|       | Cardiff City (2) | 0 - 3   | Luton Town (2)                               |                                                                               |                                                                               |
| 20h45 |                  | (0 - 1) | 43e (csc) Hoilett · 63e Sheelan · 70e Jervis | Cardiff City Stadium, Cardiff Spectateurs : 4 111 Arbitrage : Tony Harrington | Cardiff City Stadium, Cardiff Spectateurs : 4 111 Arbitrage : Tony Harrington |
| 20h45 | Rapport          |         |                                              | Cardiff City Stadium, Cardiff Spectateurs : 4 111 Arbitrage : Tony Harrington | Cardiff City Stadium, Cardiff Spectateurs : 4 111 Arbitrage : Tony Harrington |

|       | Crawley Town (4)  | 1 - 0   | Norwich City (1) |                                                                        |                                                                        |
| 20h45 | Beryly Lubala 17e | (1 - 0) |                  | Broadfield Stadium, Crawley Spectateurs : 5 109 Arbitrage : John Busby | Broadfield Stadium, Crawley Spectateurs : 5 109 Arbitrage : John Busby |
| 20h45 | Rapport           |         |                  | Broadfield Stadium, Crawley Spectateurs : 5 109 Arbitrage : John Busby | Broadfield Stadium, Crawley Spectateurs : 5 109 Arbitrage : John Busby |

|       | Crewe Alexandra (4) | 1 - 6   | Aston Villa (1)                                                                |                                                                         |                                                                         |
| 20h45 | Hoilett 84e         | (0 - 3) | 4e Konsa Ngoyo · 24e 45+3e Hourihane · 69e Davis · 76e Guilbert · 87e Grealish | Alexandra Stadium, Crewe Spectateurs : 7 173 Arbitrage : Jarred Gillett | Alexandra Stadium, Crewe Spectateurs : 7 173 Arbitrage : Jarred Gillett |
| 20h45 | Rapport             |         |                                                                                | Alexandra Stadium, Crewe Spectateurs : 7 173 Arbitrage : Jarred Gillett | Alexandra Stadium, Crewe Spectateurs : 7 173 Arbitrage : Jarred Gillett |

|       | Crystal Palace (1)                          | 0 - 0 4 - 5 t. a. b. | Colchester United (4)                           |                                                 |                                                 |
| 20h45 |                                             |                      |                                                 | Selhurst Park, Londres Arbitrage : Andy Woolmer | Selhurst Park, Londres Arbitrage : Andy Woolmer |
| 20h45 | Rapport                                     |                      |                                                 | Selhurst Park, Londres Arbitrage : Andy Woolmer | Selhurst Park, Londres Arbitrage : Andy Woolmer |
| 20h45 | Townsend · Ayew · Benteke · Camarasa · Zaha | Tirs au but 4 - 5    | Norris · Nouble · Brown · Cowan-Hall · Chilvers | Selhurst Park, Londres Arbitrage : Andy Woolmer | Selhurst Park, Londres Arbitrage : Andy Woolmer |

|       | Fulham FC (2) | 0 - 1   | Southampton FC (1) |                                                                      |                                                                      |
| 20h45 |               | (0 - 0) | Obafemi 57e        | Craven Cottage, Londres Spectateurs : 8 467 Arbitrage : Robert Jones | Craven Cottage, Londres Spectateurs : 8 467 Arbitrage : Robert Jones |
| 20h45 | Rapport       |         |                    | Craven Cottage, Londres Spectateurs : 8 467 Arbitrage : Robert Jones | Craven Cottage, Londres Spectateurs : 8 467 Arbitrage : Robert Jones |

|       | Leeds United (2)                                | 2 - 2 4 - 5 t. a. b. | Stoke City (2)                           |                                                                     |                                                                     |
| 20h45 | Nketiah 67e · Hélder Costa 81e                  | (0 - 2)              | 39e Batth · 44e Vokes                    | Elland Road, Leeds Spectateurs : 30 002 Arbitrage : Oliver Langford | Elland Road, Leeds Spectateurs : 30 002 Arbitrage : Oliver Langford |
| 20h45 | Rapport                                         |                      |                                          | Elland Road, Leeds Spectateurs : 30 002 Arbitrage : Oliver Langford | Elland Road, Leeds Spectateurs : 30 002 Arbitrage : Oliver Langford |
| 20h45 | Douglas · Costa · Phillips · Nketiah · Harrison | Tirs au but 4 - 5    | Vokes · Duffy · Etebo · Clucas · Butland | Elland Road, Leeds Spectateurs : 30 002 Arbitrage : Oliver Langford | Elland Road, Leeds Spectateurs : 30 002 Arbitrage : Oliver Langford |

|       | Newport County (4) | 0 - 2   | West Ham United (1)              |                                                                     |                                                                     |
| 20h45 |                    | (0 - 1) | 43e Wilshere · 65e Pablo Fornals | Rodney Parade, Newport Spectateurs : 6 382 Arbitrage : Steve Martin | Rodney Parade, Newport Spectateurs : 6 382 Arbitrage : Steve Martin |
| 20h45 | Rapport            |         |                                  | Rodney Parade, Newport Spectateurs : 6 382 Arbitrage : Steve Martin | Rodney Parade, Newport Spectateurs : 6 382 Arbitrage : Steve Martin |

|       | Nottingham Forest (2)                       | 3 - 0   | Derby County (2) |                                                                      |                                                                      |
| 20h45 | Adomah 25e · Lolley 35e · João Carvalho 79e | (2 - 0) |                  | City Ground, Nottingham Spectateurs : 26 971 Arbitrage : John Brooks | City Ground, Nottingham Spectateurs : 26 971 Arbitrage : John Brooks |
| 20h45 | Rapport                                     |         |                  | City Ground, Nottingham Spectateurs : 26 971 Arbitrage : John Brooks | City Ground, Nottingham Spectateurs : 26 971 Arbitrage : John Brooks |

|       | Oxford United (3)                    | 2 - 2 4 - 2 t. a. b. | Millwall FC (2)                             |                                                                    |                                                                    |
| 20h45 | Sykes 87e · Henry 90+4e (pen.)       | (0 - 1)              | 29e 52e Böðvarsson                          | Kassam Stadium, Oxford Spectateurs : 3 693 Arbitrage : Craig Hicks | Kassam Stadium, Oxford Spectateurs : 3 693 Arbitrage : Craig Hicks |
| 20h45 | Rapport                              |                      |                                             | Kassam Stadium, Oxford Spectateurs : 3 693 Arbitrage : Craig Hicks | Kassam Stadium, Oxford Spectateurs : 3 693 Arbitrage : Craig Hicks |
| 20h45 | Thorne · Woodburn · Henry · Mousinho | Tirs au but 4 - 2    | McCarthy · Böðvarsson · Ferguson · Williams | Kassam Stadium, Oxford Spectateurs : 3 693 Arbitrage : Craig Hicks | Kassam Stadium, Oxford Spectateurs : 3 693 Arbitrage : Craig Hicks |

|       | Plymouth Argyle (4)     | 2 - 4   | Reading FC (2)                           |                                                                   |                                                                   |
| 20h45 | Taylor 22e · Baxter 55e | (1 - 1) | 35e 72e Barrett · 87e (pen.) 90+1e Meïté | Home Park, Plymouth Spectateurs : 8 365 Arbitrage : Kevin Johnson | Home Park, Plymouth Spectateurs : 8 365 Arbitrage : Kevin Johnson |
| 20h45 | Rapport                 |         |                                          | Home Park, Plymouth Spectateurs : 8 365 Arbitrage : Kevin Johnson | Home Park, Plymouth Spectateurs : 8 365 Arbitrage : Kevin Johnson |

|       | Preston North End (2)                       | 2 - 2 5 - 4 t. a. b. | Hull City (2)                              |                                                              |                                                              |
| 20h45 | Huntington 20e · Harrop 26e                 | (2 - 1)              | 34e (pen.) Magennis · 90+5e Bowen          | Deepdale, Preston Spectateurs : 6 093 Arbitrage : David Webb | Deepdale, Preston Spectateurs : 6 093 Arbitrage : David Webb |
| 20h45 | Rapport                                     |                      |                                            | Deepdale, Preston Spectateurs : 6 093 Arbitrage : David Webb | Deepdale, Preston Spectateurs : 6 093 Arbitrage : David Webb |
| 20h45 | Harrop · Ledson · Stockley · Bodin · Browne | Tirs au but 5 - 4    | Magennis · Eaves · Toral · Lopes · Stewart | Deepdale, Preston Spectateurs : 6 093 Arbitrage : David Webb | Deepdale, Preston Spectateurs : 6 093 Arbitrage : David Webb |

|       | Rochdale AFC (3)      | 2 - 1   | Carlisle United (4) |                                                                        |                                                                        |
| 20h45 | Morley 11e · Done 31e | (2 - 0) | 71e (pen.) Bridge   | Crown Oil Arena, Rochdale Spectateurs : 1 974 Arbitrage : Peter Wright | Crown Oil Arena, Rochdale Spectateurs : 1 974 Arbitrage : Peter Wright |
| 20h45 | Rapport               |         |                     | Crown Oil Arena, Rochdale Spectateurs : 1 974 Arbitrage : Peter Wright | Crown Oil Arena, Rochdale Spectateurs : 1 974 Arbitrage : Peter Wright |

|       | Sheffield United (1)         | 2 - 1   | Blackburn Rovers (2) |                                                                          |                                                                          |
| 20h45 | Stearman 31e · Norwood 45+3e | (2 - 0) | 72e Gallagher        | Bramall Lane, Sheffield Spectateurs : 9 714 Arbitrage : Geoff Eltringham | Bramall Lane, Sheffield Spectateurs : 9 714 Arbitrage : Geoff Eltringham |
| 20h45 | Rapport                      |         |                      | Bramall Lane, Sheffield Spectateurs : 9 714 Arbitrage : Geoff Eltringham | Bramall Lane, Sheffield Spectateurs : 9 714 Arbitrage : Geoff Eltringham |

|       | Southend United (3) | 1 - 4   | MK Dons (3)                                           |                                                                       |                                                                       |
| 20h45 | Goodship 54e        | (0 - 2) | 35e Healey · 41e Brittain · 72e Boateng · 90+2e Nombe | Roots Hall, Southend-on-Sea Spectateurs : 2 433 Arbitrage : Neil Hair | Roots Hall, Southend-on-Sea Spectateurs : 2 433 Arbitrage : Neil Hair |
| 20h45 | Rapport             |         |                                                       | Roots Hall, Southend-on-Sea Spectateurs : 2 433 Arbitrage : Neil Hair | Roots Hall, Southend-on-Sea Spectateurs : 2 433 Arbitrage : Neil Hair |

|       | Watford FC (1)                         | 3 - 0   | Coventry City (3) |                                                                    |                                                                    |
| 20h45 | Sarr 37e · Janmaat 56e · Peñaranda 69e | (1 - 0) |                   | Vicarage Road, Watford Spectateurs : 12 257 Arbitrage : Gavin Ward | Vicarage Road, Watford Spectateurs : 12 257 Arbitrage : Gavin Ward |
| 20h45 | Rapport                                |         |                   | Vicarage Road, Watford Spectateurs : 12 257 Arbitrage : Gavin Ward | Vicarage Road, Watford Spectateurs : 12 257 Arbitrage : Gavin Ward |

| 28 août 2019 | AFC Bournemouth (1)            | 0 - 0 3 - 0 t. a. b. | Forest Green Rovers (4) |                                                                         |                                                                         |
| 20h45        |                                |                      |                         | Dean Court, Bournemouth Spectateurs : 9 657 Arbitrage : Dean Whitestone | Dean Court, Bournemouth Spectateurs : 9 657 Arbitrage : Dean Whitestone |
| 20h45        | Rapport                        |                      |                         | Dean Court, Bournemouth Spectateurs : 9 657 Arbitrage : Dean Whitestone | Dean Court, Bournemouth Spectateurs : 9 657 Arbitrage : Dean Whitestone |
| 20h45        | King · Solanke · Ibe · Billing | Tirs au but 3 - 0    | Mills · Dawson · Morton | Dean Court, Bournemouth Spectateurs : 9 657 Arbitrage : Dean Whitestone | Dean Court, Bournemouth Spectateurs : 9 657 Arbitrage : Dean Whitestone |

|       | Burnley FC (1) | 1 - 3   | Sunderland AFC (3)                    |                                                                   |                                                                   |
| 20h45 | Rodriguez 11e  | (1 - 1) | 35e Grigg · 47e Flanagan · 50e Dobson | Turf Moor, Burnley Spectateurs : 7 445 Arbitrage : Darren England | Turf Moor, Burnley Spectateurs : 7 445 Arbitrage : Darren England |
| 20h45 | Rapport        |         |                                       | Turf Moor, Burnley Spectateurs : 7 445 Arbitrage : Darren England | Turf Moor, Burnley Spectateurs : 7 445 Arbitrage : Darren England |

|       | Lincoln City (3)                | 2 - 4   | Everton FC (1)                                                  |                                                                  |                                                                  |
| 20h45 | Anderson (en) 1re · Andrade 70e | (1 - 1) | 36e Digne · 59e (pen.) Sigurðsson · 81e Iwobi · 88e Richarlison | Sincil Bank, Lincoln Spectateurs : 9 971 Arbitrage : Darren Bond | Sincil Bank, Lincoln Spectateurs : 9 971 Arbitrage : Darren Bond |
| 20h45 | Rapport                         |         |                                                                 | Sincil Bank, Lincoln Spectateurs : 9 971 Arbitrage : Darren Bond | Sincil Bank, Lincoln Spectateurs : 9 971 Arbitrage : Darren Bond |

|       | Newcastle United (1)            | 1 - 1 2 - 4 t. a. b. | Leicester City (1)                            |                                                                                   |                                                                                   |
| 20h45 | Muto 53e                        | (0 - 1)              | 34e Maddison                                  | St James' Park, Newcastle upon Tyne Spectateurs : 22 727 Arbitrage : Tim Robinson | St James' Park, Newcastle upon Tyne Spectateurs : 22 727 Arbitrage : Tim Robinson |
| 20h45 | Rapport                         |                      |                                               | St James' Park, Newcastle upon Tyne Spectateurs : 22 727 Arbitrage : Tim Robinson | St James' Park, Newcastle upon Tyne Spectateurs : 22 727 Arbitrage : Tim Robinson |
| 20h45 | Muto · Shelvey · Schär · Hayden | Tirs au but 2 - 4    | Fuchs · Maddison · Tielemans · Barnes · Vardy | St James' Park, Newcastle upon Tyne Spectateurs : 22 727 Arbitrage : Tim Robinson | St James' Park, Newcastle upon Tyne Spectateurs : 22 727 Arbitrage : Tim Robinson |

|       | Queens Park Rangers (2) | 0 - 2   | Portsmouth FC (3)                |                                                                 |                                                                 |
| 20h45 |                         | (0 - 0) | 77e (pen.) Marquis · 81e Harness | Loftus Road, Londres Spectateurs : 7 783 Arbitrage : Ross Joyce | Loftus Road, Londres Spectateurs : 7 783 Arbitrage : Ross Joyce |
| 20h45 | Rapport                 |         |                                  | Loftus Road, Londres Spectateurs : 7 783 Arbitrage : Ross Joyce | Loftus Road, Londres Spectateurs : 7 783 Arbitrage : Ross Joyce |

|       | Rotherham United (3) | 0 - 1   | Sheffield Wednesday (2) |                                                                                |                                                                                |
| 20h45 |                      | (0 - 0) | 90+6e Nuhiu             | New York Stadium, Rotherham Spectateurs : 8 679 Arbitrage : Charles Breakspear | New York Stadium, Rotherham Spectateurs : 8 679 Arbitrage : Charles Breakspear |
| 20h45 | Rapport              |         |                         | New York Stadium, Rotherham Spectateurs : 8 679 Arbitrage : Charles Breakspear | New York Stadium, Rotherham Spectateurs : 8 679 Arbitrage : Charles Breakspear |

|       | Swansea City (2)                                                            | 6 - 0   | Cambridge United (4) |                                                        |                                                        |
| 20h45 | Peterson 1re · Byers 20e · Surridge 24e 45+1e · Garrick 31e · Routledge 76e | (5 - 0) |                      | Liberty Stadium, Swansea Arbitrage : Michael Salisbury | Liberty Stadium, Swansea Arbitrage : Michael Salisbury |
| 20h45 | Rapport                                                                     |         |                      | Liberty Stadium, Swansea Arbitrage : Michael Salisbury | Liberty Stadium, Swansea Arbitrage : Michael Salisbury |

| 10 septembre 2019 | Grimsby Town (4)                                             | 0 - 0 5 - 4 t. a. b. | Macclesfield Town (4)                                            |                                                    |                                                    |
| 20h45             |                                                              |                      |                                                                  | Blundell Park, Grimsby Arbitrage : Darren Drysdale | Blundell Park, Grimsby Arbitrage : Darren Drysdale |
| 20h45             | Rapport                                                      |                      |                                                                  | Blundell Park, Grimsby Arbitrage : Darren Drysdale | Blundell Park, Grimsby Arbitrage : Darren Drysdale |
| 20h45             | Green · Hanson · Cardwell · Ogbu · Hessenthaler · Whitehouse | Tirs au but 5 - 4    | Ironside · Horsfall · Archibald · Arthur Gnahoua · Evans · Kirby | Blundell Park, Grimsby Arbitrage : Darren Drysdale | Blundell Park, Grimsby Arbitrage : Darren Drysdale |

### Troisième tour (1/16 de finale)
| 24 septembre 2019 | Watford FC (1)            | 2 - 1   | Swansea City (2) |                                                                    |                                                                    |
| 20h45             | Welbeck 28e · Pereyra 79e | (1 - 1) | 34e Surridge     | Vicarage Road, Watford Spectateurs : 8 903 Arbitrage : Darren Bond | Vicarage Road, Watford Spectateurs : 8 903 Arbitrage : Darren Bond |
| 20h45             | Rapport                   |         |                  | Vicarage Road, Watford Spectateurs : 8 903 Arbitrage : Darren Bond | Vicarage Road, Watford Spectateurs : 8 903 Arbitrage : Darren Bond |

|       | Colchester United (4)                          | 0 - 0 4 - 3 t. a. b. | Tottenham Hotspur (1)                 |                                                                                      |                                                                                      |
| 20h45 |                                                |                      |                                       | JobServe Community Stadium, Colchester Spectateurs : 9 481 Arbitrage : Jarred Gillet | JobServe Community Stadium, Colchester Spectateurs : 9 481 Arbitrage : Jarred Gillet |
| 20h45 | Rapport                                        |                      |                                       | JobServe Community Stadium, Colchester Spectateurs : 9 481 Arbitrage : Jarred Gillet | JobServe Community Stadium, Colchester Spectateurs : 9 481 Arbitrage : Jarred Gillet |
| 20h45 | Norris · Nouble · Brown · Cowan-Hall · Lapslie | Tirs au but 4 - 3    | Eriksen · Alli · Lamela · Son · Lucas | JobServe Community Stadium, Colchester Spectateurs : 9 481 Arbitrage : Jarred Gillet | JobServe Community Stadium, Colchester Spectateurs : 9 481 Arbitrage : Jarred Gillet |

|       | Portsmouth FC (3) | 0 - 4   | Southampton FC (1)                      |                                                                        |                                                                        |
| 20h45 |                   | (0 - 2) | 21e 44e Ings · 77e Cédric · 86e Redmond | Fratton Park, Portsmouth Spectateurs : 18 707 Arbitrage : Kevin Friend | Fratton Park, Portsmouth Spectateurs : 18 707 Arbitrage : Kevin Friend |
| 20h45 | Rapport           |         |                                         | Fratton Park, Portsmouth Spectateurs : 18 707 Arbitrage : Kevin Friend | Fratton Park, Portsmouth Spectateurs : 18 707 Arbitrage : Kevin Friend |

|       | Preston North End (2) | 0 - 3   | Manchester City (1)                         |                                                              |                                                              |
| 20h45 |                       | (0 - 3) | 19e Sterling · 35e Jesus · 42e (csc) Ledson | Deepdale, Preston Spectateurs : 22 025 Arbitrage : Lee Mason | Deepdale, Preston Spectateurs : 22 025 Arbitrage : Lee Mason |
| 20h45 | Rapport               |         |                                             | Deepdale, Preston Spectateurs : 22 025 Arbitrage : Lee Mason | Deepdale, Preston Spectateurs : 22 025 Arbitrage : Lee Mason |

|       | Luton Town (2) | 0 - 4   | Leicester City (1)                                    |                                                                     |                                                                     |
| 20h45 |                | (0 - 2) | 34e Gray · 44e Justin · 79e Tielemans · 86e Iheanacho | Kenilworth Road, Luton Spectateurs : 8 260 Arbitrage : Matt Donohue | Kenilworth Road, Luton Spectateurs : 8 260 Arbitrage : Matt Donohue |
| 20h45 | Rapport        |         |                                                       | Kenilworth Road, Luton Spectateurs : 8 260 Arbitrage : Matt Donohue | Kenilworth Road, Luton Spectateurs : 8 260 Arbitrage : Matt Donohue |

|       | Arsenal FC (1)                                                | 5 - 0   | Nottingham Forest (2) |                                                                           |                                                                           |
| 20h45 | Martinelli 31e 90+2e · Holding 71e · Willock 77e · Nelson 84e | (1 - 0) |                       | Emirates Stadium, Londres Spectateurs : 53 160 Arbitrage : Darren England | Emirates Stadium, Londres Spectateurs : 53 160 Arbitrage : Darren England |
| 20h45 | Rapport                                                       |         |                       | Emirates Stadium, Londres Spectateurs : 53 160 Arbitrage : Darren England | Emirates Stadium, Londres Spectateurs : 53 160 Arbitrage : Darren England |

|       | Crawley Town (4)                                      | 1 - 1 5 - 3 t. a. b. | Stoke City (2)                |                                                                           |                                                                           |
| 20h45 | Ferguson 38e                                          | (1 - 1)              | 23e Vokes                     | Broadfield Stadium, Crawley Spectateurs : 4 165 Arbitrage : Kevin Johnson | Broadfield Stadium, Crawley Spectateurs : 4 165 Arbitrage : Kevin Johnson |
| 20h45 | Rapport                                               |                      |                               | Broadfield Stadium, Crawley Spectateurs : 4 165 Arbitrage : Kevin Johnson | Broadfield Stadium, Crawley Spectateurs : 4 165 Arbitrage : Kevin Johnson |
| 20h45 | Lubala · Sesay · Dallison · Nathaniel-George · Palmer | Tirs au but 5 - 3    | Vokes · Smith · Duffy · Etebo | Broadfield Stadium, Crawley Spectateurs : 4 165 Arbitrage : Kevin Johnson | Broadfield Stadium, Crawley Spectateurs : 4 165 Arbitrage : Kevin Johnson |

|       | Sheffield Wednesday (2) | 0 - 2   | Everton FC (1)       |                                                                         |                                                                         |
| 20h45 |                         | (0 - 2) | 6e 10e Calvert-Lewin | Hillsborough, Sheffield Spectateurs : 21 485 Arbitrage : Jeremy Simpson | Hillsborough, Sheffield Spectateurs : 21 485 Arbitrage : Jeremy Simpson |
| 20h45 | Rapport                 |         |                      | Hillsborough, Sheffield Spectateurs : 21 485 Arbitrage : Jeremy Simpson | Hillsborough, Sheffield Spectateurs : 21 485 Arbitrage : Jeremy Simpson |

| 25 septembre 2019 | Wolverhampton Wanderers (1)               | 1 - 1 4 - 2 t. a. b. | Reading FC (2)                 |                                                                               |                                                                               |
| 20h45             | Jordao 27e                                | (1 - 0)              | 90+9e Boyé                     | Molineux Stadium, Wolverhampton Spectateurs : 20 702 Arbitrage : Peter Bankes | Molineux Stadium, Wolverhampton Spectateurs : 20 702 Arbitrage : Peter Bankes |
| 20h45             | Rapport                                   |                      |                                | Molineux Stadium, Wolverhampton Spectateurs : 20 702 Arbitrage : Peter Bankes | Molineux Stadium, Wolverhampton Spectateurs : 20 702 Arbitrage : Peter Bankes |
| 20h45             | Rúben Neves · Vallejo · Bennett · Vinagre | Tirs au but 4 - 2    | Pușcaș · Swift · Boyé · Miazga | Molineux Stadium, Wolverhampton Spectateurs : 20 702 Arbitrage : Peter Bankes | Molineux Stadium, Wolverhampton Spectateurs : 20 702 Arbitrage : Peter Bankes |

|       | Oxford United (3)                                   | 4 - 0   | West Ham United (1) |                                                                      |                                                                      |
| 20h45 | Jordan 55e · Taylor 71e · Fosu 84e · Baptiste 90+2e | (0 - 0) |                     | Kassam Stadium, Oxford Spectateurs : 10 450 Arbitrage : Robert Jones | Kassam Stadium, Oxford Spectateurs : 10 450 Arbitrage : Robert Jones |
| 20h45 | Rapport                                             |         |                     | Kassam Stadium, Oxford Spectateurs : 10 450 Arbitrage : Robert Jones | Kassam Stadium, Oxford Spectateurs : 10 450 Arbitrage : Robert Jones |

|       | Brighton & Hove Albion (1) | 1 - 3   | Aston Villa (1)                         |                                                                      |                                                                      |
| 20h45 | Roberts 61e                | (0 - 2) | 22e Jota · 33e Hourihane · 77e Grealish | Falmer Stadium, Falmer Spectateurs : 14 982 Arbitrage : Graham Scott | Falmer Stadium, Falmer Spectateurs : 14 982 Arbitrage : Graham Scott |
| 20h45 | Rapport                    |         |                                         | Falmer Stadium, Falmer Spectateurs : 14 982 Arbitrage : Graham Scott | Falmer Stadium, Falmer Spectateurs : 14 982 Arbitrage : Graham Scott |

|       | Sheffield United (1) | 0 - 1   | Sunderland AFC (3) |                                                                       |                                                                       |
| 20h45 |                      | (0 - 1) | 9e Power           | Bramall Lane, Sheffield Spectateurs : 11 675 Arbitrage : Tim Robinson | Bramall Lane, Sheffield Spectateurs : 11 675 Arbitrage : Tim Robinson |
| 20h45 | Rapport              |         |                    | Bramall Lane, Sheffield Spectateurs : 11 675 Arbitrage : Tim Robinson | Bramall Lane, Sheffield Spectateurs : 11 675 Arbitrage : Tim Robinson |

|       | Burton Albion (3)          | 2 - 0   | AFC Bournemouth (1) |                                                                               |                                                                               |
| 20h45 | Sarkic 14e · Broadhead 72e | (1 - 0) |                     | Pirelli Stadium, Burton upon Trent Spectateurs : 2 505 Arbitrage : John Busby | Pirelli Stadium, Burton upon Trent Spectateurs : 2 505 Arbitrage : John Busby |
| 20h45 | Rapport                    |         |                     | Pirelli Stadium, Burton upon Trent Spectateurs : 2 505 Arbitrage : John Busby | Pirelli Stadium, Burton upon Trent Spectateurs : 2 505 Arbitrage : John Busby |

|       | MK Dons (3) | 0 - 2   | Liverpool FC (1)        |                                                                             |                                                                             |
| 20h45 |             | (0 - 1) | 41e Milner · 69e Hoever | Stadium MK, Milton Keynes Spectateurs : 28 521 Arbitrage : Olivier Langford | Stadium MK, Milton Keynes Spectateurs : 28 521 Arbitrage : Olivier Langford |
| 20h45 | Rapport     |         |                         | Stadium MK, Milton Keynes Spectateurs : 28 521 Arbitrage : Olivier Langford | Stadium MK, Milton Keynes Spectateurs : 28 521 Arbitrage : Olivier Langford |

|       | Chelsea FC (1)                                                                             | 7 - 1   | Grimsby Town (4) |                                                                        |                                                                        |
| 20h45 | Barkley 4e · Batshuayi 7e 86e · Pedro 43e (pen.) · Zouma 56e · James 82e · Hudson-Odoi 89e | (3 - 1) | 19e Green        | Stamford Bridge, Londres Spectateurs : 39 674 Arbitrage : Keith Stroud | Stamford Bridge, Londres Spectateurs : 39 674 Arbitrage : Keith Stroud |
| 20h45 | Rapport                                                                                    |         |                  | Stamford Bridge, Londres Spectateurs : 39 674 Arbitrage : Keith Stroud | Stamford Bridge, Londres Spectateurs : 39 674 Arbitrage : Keith Stroud |

|       | Manchester United (1)                     | 1 - 1 5 - 3 t. a. b. | Rochdale AFC (3)                      |                                                                       |                                                                       |
| 21h00 | Greenwood 68e                             | (0 - 0)              | 76e Matherson                         | Old Trafford, Manchester Spectateurs : 58 313 Arbitrage : John Brooks | Old Trafford, Manchester Spectateurs : 58 313 Arbitrage : John Brooks |
| 21h00 | Rapport                                   |                      |                                       | Old Trafford, Manchester Spectateurs : 58 313 Arbitrage : John Brooks | Old Trafford, Manchester Spectateurs : 58 313 Arbitrage : John Brooks |
| 21h00 | Mata · Pereira · Fred · Greenwood · James | Tirs au but 5 - 3    | Andrew · Keohane · Morley · Wilbraham | Old Trafford, Manchester Spectateurs : 58 313 Arbitrage : John Brooks | Old Trafford, Manchester Spectateurs : 58 313 Arbitrage : John Brooks |

### Quatrième tour (1/8 de finale)
| 29 octobre 2019 | Everton FC (1)                  | 2 - 0   | Watford FC (1) |                                                                        |                                                                        |
| 20h45           | Holgate 72e · Richarlison 90+3e | (0 - 0) |                | Goodison Park, Liverpool Spectateurs : 34 979 Arbitrage : Simon Hooper | Goodison Park, Liverpool Spectateurs : 34 979 Arbitrage : Simon Hooper |
| 20h45           | Rapport                         |         |                | Goodison Park, Liverpool Spectateurs : 34 979 Arbitrage : Simon Hooper | Goodison Park, Liverpool Spectateurs : 34 979 Arbitrage : Simon Hooper |

|       | Manchester City (1)           | 3 - 1   | Southampton FC (1) |                                                                           |                                                                           |
| 20h45 | Otamendi 20e · Agüero 38e 56e | (2 - 0) | 75e Stephens       | Etihad Stadium, Manchester Spectateurs : 37 143 Arbitrage : Jonathan Moss | Etihad Stadium, Manchester Spectateurs : 37 143 Arbitrage : Jonathan Moss |
| 20h45 | Rapport                       |         |                    | Etihad Stadium, Manchester Spectateurs : 37 143 Arbitrage : Jonathan Moss | Etihad Stadium, Manchester Spectateurs : 37 143 Arbitrage : Jonathan Moss |

|       | Burton Albion (3) | 1 - 3   | Leicester City (1)                          |                                                                                   |                                                                                   |
| 20h45 | Boyce 52e         | (0 - 2) | 7e Iheanacho · 20e Tielemans · 89e Maddison | Pirelli Stadium, Burton upon Trent Spectateurs : 6 186 Arbitrage : Darren England | Pirelli Stadium, Burton upon Trent Spectateurs : 6 186 Arbitrage : Darren England |
| 20h45 | Rapport           |         |                                             | Pirelli Stadium, Burton upon Trent Spectateurs : 6 186 Arbitrage : Darren England | Pirelli Stadium, Burton upon Trent Spectateurs : 6 186 Arbitrage : Darren England |

|       | Crawley Town (4) | 1 - 3   | Colchester United (4)                         |                                                                             |                                                                             |
| 20h45 | Bulman 20e       | (1 - 1) | 22e Norris · 53e (csc) Luyambula · 79e Gambin | Broadfield Stadium, Crawley Spectateurs : 5 612 Arbitrage : Tony Harrington | Broadfield Stadium, Crawley Spectateurs : 5 612 Arbitrage : Tony Harrington |
| 20h45 | Rapport          |         |                                               | Broadfield Stadium, Crawley Spectateurs : 5 612 Arbitrage : Tony Harrington | Broadfield Stadium, Crawley Spectateurs : 5 612 Arbitrage : Tony Harrington |

|       | Oxford United (3)               | 1 - 1 4 - 2 t. a. b. | Sunderland AFC (3)               |                                                                      |                                                                      |
| 20h45 | Hall 25e                        | (1 - 0)              | 78e McNulty                      | Kassam Stadium, Oxford Spectateurs : 11 108 Arbitrage : Steve Martin | Kassam Stadium, Oxford Spectateurs : 11 108 Arbitrage : Steve Martin |
| 20h45 | Rapport                         |                      |                                  | Kassam Stadium, Oxford Spectateurs : 11 108 Arbitrage : Steve Martin | Kassam Stadium, Oxford Spectateurs : 11 108 Arbitrage : Steve Martin |
| 20h45 | Henry · Forde · Fosu · Mousinho | Tirs au but 4 - 2    | Power · O'Nien · Grigg · McNulty | Kassam Stadium, Oxford Spectateurs : 11 108 Arbitrage : Steve Martin | Kassam Stadium, Oxford Spectateurs : 11 108 Arbitrage : Steve Martin |

| 30 octobre 2019 | Liverpool FC (1)                                                                | 5 - 5 5 - 4 t. a. b. | Arsenal FC (1)                                                       |                                                                    |                                                                    |
| 20h30           | Mustafi 6e (csc) · Milner 43e (pen.) · Oxlade-Chamberlain 58e · Origi 62e 90+4e | (2 - 3)              | 19e Torreira · 26e 36e Martinelli · 54e Maitland-Niles · 70e Willock | Anfield, Liverpool Spectateurs : 52 694 Arbitrage : Andre Marriner | Anfield, Liverpool Spectateurs : 52 694 Arbitrage : Andre Marriner |
| 20h30           | Rapport                                                                         |                      |                                                                      | Anfield, Liverpool Spectateurs : 52 694 Arbitrage : Andre Marriner | Anfield, Liverpool Spectateurs : 52 694 Arbitrage : Andre Marriner |
| 20h30           | Milner · Lallana · Brewster · Origi · Jones                                     | Tirs au but 5 - 4    | Bellerín · Guendouzi · Martinelli · Ceballos · Maitland-Niles        | Anfield, Liverpool Spectateurs : 52 694 Arbitrage : Andre Marriner | Anfield, Liverpool Spectateurs : 52 694 Arbitrage : Andre Marriner |

|       | Aston Villa (1)                 | 2 - 1   | Wolverhampton Wanderers (1) |                                                                   |                                                                   |
| 20h45 | El-Ghazi 28e · el-Mohammadi 57e | (1 - 0) | 54e Cutrone                 | Villa Park, Birmingham Spectateurs : 34 962 Arbitrage : Lee Mason | Villa Park, Birmingham Spectateurs : 34 962 Arbitrage : Lee Mason |
| 20h45 | Rapport                         |         |                             | Villa Park, Birmingham Spectateurs : 34 962 Arbitrage : Lee Mason | Villa Park, Birmingham Spectateurs : 34 962 Arbitrage : Lee Mason |

|       | Chelsea FC (1) | 1 - 2   | Manchester United (1)   |                                                                        |                                                                        |
| 21h05 | Batshuayi 61e  | (0 - 1) | 25e (pen.) 73e Rashford | Stamford Bridge, Londres Spectateurs : 38 645 Arbitrage : Paul Tierney | Stamford Bridge, Londres Spectateurs : 38 645 Arbitrage : Paul Tierney |
| 21h05 | Rapport        |         |                         | Stamford Bridge, Londres Spectateurs : 38 645 Arbitrage : Paul Tierney | Stamford Bridge, Londres Spectateurs : 38 645 Arbitrage : Paul Tierney |

### Cinquième tour (1/4 de finale)
| 17 décembre 2019 | Aston Villa (1)                                               | 5 - 0   | Liverpool FC (1) |                                                                   |                                                                   |
| 20h45            | Hourihane 14e · Boyes 17e (csc) · Kodjia 37e 45e · Wesley 57e | (4 - 0) |                  | Villa Park, Birmingham Spectateurs : 30 323 Arbitrage : Lee Mason | Villa Park, Birmingham Spectateurs : 30 323 Arbitrage : Lee Mason |
| 20h45            | Rapport                                                       |         |                  | Villa Park, Birmingham Spectateurs : 30 323 Arbitrage : Lee Mason | Villa Park, Birmingham Spectateurs : 30 323 Arbitrage : Lee Mason |

| 18 décembre 2019 | Everton FC (1)                           | 2 - 2 2 - 4 t. a. b. | Leicester City (1)                                   |                                                                         |                                                                         |
| 20h45            | Davies 70e · Baines 90+1e                | (0 - 2)              | 26e Maddison · 29e Evans                             | Goodison Park, Liverpool Spectateurs : 39 027 Arbitrage : Jonathan Moss | Goodison Park, Liverpool Spectateurs : 39 027 Arbitrage : Jonathan Moss |
| 20h45            | Rapport                                  |                      |                                                      | Goodison Park, Liverpool Spectateurs : 39 027 Arbitrage : Jonathan Moss | Goodison Park, Liverpool Spectateurs : 39 027 Arbitrage : Jonathan Moss |
| 20h45            | Tosun · Baines · Holgate · Calvert-Lewin | Tirs au but 2 - 4    | Maddison · Chilwell · Ricardo Pereira · Gray · Vardy | Goodison Park, Liverpool Spectateurs : 39 027 Arbitrage : Jonathan Moss | Goodison Park, Liverpool Spectateurs : 39 027 Arbitrage : Jonathan Moss |

|       | Oxford United (3) | 1 - 3   | Manchester City (1)                 |                                                                     |                                                                     |
| 20h45 | Taylor 46e        | (0 - 1) | 22e João Cancelo · 50e 70e Sterling | Kassam Stadium, Oxford Spectateurs : 11 817 Arbitrage : Andy Madley | Kassam Stadium, Oxford Spectateurs : 11 817 Arbitrage : Andy Madley |
| 20h45 | Rapport           |         |                                     | Kassam Stadium, Oxford Spectateurs : 11 817 Arbitrage : Andy Madley | Kassam Stadium, Oxford Spectateurs : 11 817 Arbitrage : Andy Madley |

|       | Manchester United (1)                          | 3 - 0   | Colchester United (4) |                                                                       |                                                                       |
| 21h00 | Rashford 51e · Jackson 56e (csc) · Martial 61e | (0 - 0) |                       | Old Trafford, Manchester Spectateurs : 57 559 Arbitrage : David Coote | Old Trafford, Manchester Spectateurs : 57 559 Arbitrage : David Coote |
| 21h00 | Rapport                                        |         |                       | Old Trafford, Manchester Spectateurs : 57 559 Arbitrage : David Coote | Old Trafford, Manchester Spectateurs : 57 559 Arbitrage : David Coote |

### Demi-finales

#### Aller
| 7 janvier 2020 | Manchester United (1) | 1 - 3   | Manchester City (1)                        |                                                                     |                                                                     |
| 21h00          | Rashford 70e          | (0 - 3) | 17e Silva · 33e Mahrez · 38e (csc) Pereira | Old Trafford, Manchester Spectateurs : 69 023 Arbitrage : Mike Dean | Old Trafford, Manchester Spectateurs : 69 023 Arbitrage : Mike Dean |
| 21h00          | Rapport               |         |                                            | Old Trafford, Manchester Spectateurs : 69 023 Arbitrage : Mike Dean | Old Trafford, Manchester Spectateurs : 69 023 Arbitrage : Mike Dean |

| 8 janvier 2020 | Leicester City (1) | 1 - 1   | Aston Villa (1) |                                                                               |                                                                               |
| 21h00          | Iheanacho 74e      | (0 - 1) | 28e Guilbert    | King Power Stadium, Leicester Spectateurs : 31 280 Arbitrage : Chris Kavanagh | King Power Stadium, Leicester Spectateurs : 31 280 Arbitrage : Chris Kavanagh |
| 21h00          | Rapport            |         |                 | King Power Stadium, Leicester Spectateurs : 31 280 Arbitrage : Chris Kavanagh | King Power Stadium, Leicester Spectateurs : 31 280 Arbitrage : Chris Kavanagh |

#### Retour
| 28 janvier 2020 | Aston Villa (1)               | 2 - 1   | Leicester City (1) |                                                                   |                                                                   |
| 20h45           | Targett 12e · Trézéguet 90+3e | (1 - 1) | 72e Iheanacho      | Villa Park, Birmingham Spectateurs : 39 300 Arbitrage : Mike Dean | Villa Park, Birmingham Spectateurs : 39 300 Arbitrage : Mike Dean |
| 20h45           | Rapport                       |         |                    | Villa Park, Birmingham Spectateurs : 39 300 Arbitrage : Mike Dean | Villa Park, Birmingham Spectateurs : 39 300 Arbitrage : Mike Dean |

| 29 janvier 2020 | Manchester City (1) | 0 - 1   | Manchester United (1) |                                                     |                                                     |
| 20h45           |                     | (0 - 1) | 35e Matić             | Etihad Stadium, Manchester Arbitrage : Kevin Friend | Etihad Stadium, Manchester Arbitrage : Kevin Friend |
| 20h45           | Rapport             |         |                       | Etihad Stadium, Manchester Arbitrage : Kevin Friend | Etihad Stadium, Manchester Arbitrage : Kevin Friend |

### Finale
| 1er mars 2020 | Aston Villa (1) | 1 - 2   | Manchester City (1)    |                                                                      |                                                                      |
|               | Samatta 41e     | (1 - 2) | 20e Agüero · 30e Rodri | Stade de Wembley, Londres Spectateurs : 82 145 Arbitrage : Lee Mason | Stade de Wembley, Londres Spectateurs : 82 145 Arbitrage : Lee Mason |
|               | Rapport         |         |                        | Stade de Wembley, Londres Spectateurs : 82 145 Arbitrage : Lee Mason | Stade de Wembley, Londres Spectateurs : 82 145 Arbitrage : Lee Mason |